# Núi Nhồi
Núi Nhồi thuộc thành phố Thanh Hóa, tỉnh Thanh Hoá là một di tích nghệ thuật thắng cảnh cấp quốc gia, nơi gắn liền với nghề chạm khắc đá truyền thống.

## Vị trí địa lý
Núi Nhồi thuộc làng Nhồi, tên chữ là núi An Hoạch, xưa còn gọi là núi Khế hay Nhuệ Sơn, nay thuộc địa phận các phường An Hưng và Đông Tân, thành phố Thanh Hóa, tỉnh Thanh Hoá.

## Di tích nghệ thuật thắng cảnh
Núi Nhồi đã được Bộ Văn hóa - Thông tin (nay là Bộ Văn hóa, Thể thao và Du lịch) công nhận là Di tích nghệ thuật thắng cảnh cấp quốc gia tại Quyết định số 983/VH-QĐ ngày 8/4/1992.
Núi Nhồi có độ cao hơn 100 m, chu vi khoảng 4.000 m. Phía đông giáp làng Nhồi, tây bắc giáp núi Chồng Mâm có vẻ đẹp kỳ thú. Phía nam giáp núi Nấp (tên chữ là Quảng Nạp).
Với dáng vẻ như một con voi khổng lồ đang nằm phủ phục, núi Nhồi đã cùng với núi Long phía bên kia sông Nhà Lê (sông được đào từ đời Hồng Đức nhà Lê) tạo nên cảnh thế "Voi phục hổ chầu".
Nổi bật nhất của cảnh quan núi Nhồi là trên đỉnh núi có một cột đá đứng sừng sững, cao khoảng 20 m, giống hình một người phụ nữ bế con, đứng nhìn đăm đăm về phía biển đông, mà từ xa xưa, bằng trí tưởng tượng phong phú, nhân dân đã gọi là Hòn vọng phu - Người vợ chờ chồng. Cũng như nàng Tô Thị ở vùng núi Lạng Sơn và ở ven biển Bình Định, Hòn vọng phu nơi đây cũng được tồn tại với một truyền thuyết đầy tính nhân bản.
Chung quanh vùng núi Nhồi xưa kia còn có nhiều đền, chùa kiến trúc bằng đá với những tấm bia chùa Báo Lai dựng năm 1100, các tượng, chim thần Ga-du-ra, tượng các võ sỹ, tượng phật ở các chùa thể hiện nét nghệ thuật điêu khắc đương thời. Chùa Tiên Sơn ở ngay chân núi phía đông núi Nhồi cũng là nơi lưu lại nhiều bức phù điêu quý, khắc các tượng Quan Đế, Chu Xương và các tượng voi đá, ngựa đá. Những pho tượng Chùa Tiên Sơn, động Quan Lão, chùa Báo Lai... và những bức phù điêu khắc trên vách đá núi Nhồi là những tác phẩm nghệ thuật khắc đá vô cùng quý giá.
Ngoài ra, đây còn là nơi phát hiện ra một số hiện vật đồng thau: Rìu, dao găm, đục, giáo... và nhiều bộ xương của người cổ xưa, ở tầng văn hóa 0,60 - 1,80 m.
Trải qua thời gian có nhiều biến đổi, và do việc khai thác đá thiếu kế hoạch, những di vật quý giá và cảnh quan kỳ thú ấy đã bị hư hỏng nhiều. Nhưng khu di tích thắng cảnh núi Nhồi vẫn là nơi hấp dẫn du khách gần xa.

## Đá núi Nhồi
Núi Nhồi có đặc điểm là đá có màu xanh, thường dùng làm khánh bia, bia đá, cột đá, chân cầu, tượng đá…
Đá núi Nhồi thớ mịn, có độ dẻo và cũng có độ rắn nhất định nên dễ chế tác, đặc biệt khi chạm khắc những hoa văn mềm, vì vậy được xem là loại đá có chất lượng cao. Ngoài ra, đá núi Nhồi còn được sử dụng để nung vôi, một sản phẩm quan trọng cho xây dựng và nông nghiệp.
Núi Nhồi có nguồn nguyên liệu đá dồi dào với nhiều loại đá quý hiếm ít thấy trên đất nước ta. Từ xa xưa, vẻ đẹp và chất lượng đá ở đây đã được sử sách ghi nhận: Sắc đá óng ánh như ngọc lam, chất xanh biếc như khói nhạt. Chính từ những loại đá chất lượng cao như vậy, những nghệ nhân nơi đây với đôi tay khéo léo đã làm ra những sản phẩm nổi tiếng còn lưu truyền cho tới tận ngày nay:
Ví như đẽo thành khánh, đánh lên thì ngân tiếng muôn dặm, dùng làm bia văn chương để lại thì còn mãi muôn đời.
Một viên quan từng trấn thủ Thanh Hóa thế kỷ 18 ca ngợi chất đá của núi Nhồi:
Hoạch Sơn loại đá kêu vang
Sắc xanh màu biếc mịn màng đẹp tươi
Gõ lên sang sảng bên tai
Tuyệt nhiên không chút trần ai lạc vần
Mới hay sản quý vô ngần
Dù kim dù cổ cũng gần như nhau.
Tại các động thờ trên núi, trong các am nhỏ hay ở những điện thờ của nhiều gia đình trong vùng, những tế khí, những đồ thờ phụng bằng sản phẩm đá đều được xem là những vật thiêng. Đền Thượng của xã Đông Hưng còn lưu giữ cả một hệ thống voi đá, ngựa đá có giá trị mỹ thuật cao..
Từ lâu, đá núi Nhồi đã sớm được khai thác để dùng trong những việc như vậy, và cũng vì sớm nổi tiếng nên quan lại cai trị của các triều đại phong kiến Trung Quốc không bỏ qua cơ hội khai thác đá núi Nhồi. Theo sách Vân Đài loại ngữ của Lê Quý Đôn thì: Phạm Ninh làm Thái thú Dự Chương nước Tấn thường sai lại viên đến đây lấy đá làm khánh... gần hết nhẵn cả núi.
Tấm bia đồ sộ cao 4 m, rộng 2 m, dày 0,5 m, nặng hàng chục tấn ở lăng Tự Đức (Huế) cũng được làm bằng đá ở đây. Đá núi Nhồi còn có vinh dự được dùng để xây Lăng Chủ tịch Hồ Chí Minh và Bảo tàng Hồ Chí Minh ở thủ đô Hà Nội.

## Làng nghề chạm khắc đá
Làng Nhồi (gồm có Nhồi Thượng và Nhồi Hạ) là làng nghề chạm khắc đá. Nghề chạm khắc đá ở núi Nhồi có từ thời Nhà Lý. Các nghệ nhân làng Nhồi, từ xưa đến nay, đã tạo ra nhiều loại hình sản phẩm như: đồ thờ cúng, đá xây dựng (đền đài, thành quách, nhà thờ, chùa chiền,...), tượng đá, bia đá,... Những sản phẩm của làng Nhồi mang đậm phong cách và giá trị truyền thống cũng như tư tưởng văn hoá của làng nghề, góp phần tạo nên nhiều công trình có giá trị văn hoá, nghệ thuật bằng đá.